# وویچیخ یاروزلسکی
وویچیخ ویتولد یاروزلسکی (به لهستانی: Wojciech Witold Jaruzelski) یک ژنرال نظامی، سیاست‌مدار کمونیست و آخرین رهبر جمهوری خلق لهستان بود. یاروزلسکی بین سال‌های ۱۹۸۱ تا ۱۹۸۹ به عنوان دبیراول حزب کارگران متحد لهستان(حزب حاکم جمهوری خلق لهستان) خدمت کرد. وی همچنین از سال ۱۹۸۱ تا ۱۹۸۵ سمت نخست‌وزیر لهستان را برعهده داشته است. وی در سال ۱۹۸۹ پس از انجام تغییرات در سیستم حکومتی لهستان و برقراری مجدد پست ریاست‌جمهوری به عنوان رئیس‌جمهور لهستان برگزیده شد و تا سال ۱۹۹۰ این مقام را دراختیار داشت. او همچنین تا سال ۱۹۹۰ فرمانده کل ارتش خلق لهستان بوده است.
او را در لهستان و بیرون از آن با عینک سیاه و درشتش می‌شناختند. چند سال پیش که از حکمت این عینک سیاه از او پرسیدند، با لحنی استعاری گفت که زندگی‌اش دایم در «معرض تشعشعات و نورهای تند» بوده‌است. در حقیقت زمانی که بدلیل اشغال لهستان توسط شوروی در جنگ جهانی دوم، به سیبری تبعید شده و در معرض تششعات شدید ناشی از برخورد نور خورشید و برف قرار گرفته بود.

## از تبعید در سیبری تا اعزام نیرو برای سرکوب بهار پراگ
یاروزلسکی سال ۱۹۲۳ در خانواده‌ای اشرافی به دنیا آمد ولی در همان جوانی هوادار کمونیسم شد. با قرارداد شوروی و آلمان در سال ۱۹۳۹ بر سر تقسیم لهستان و ورود ارتش شوروی به بخش شرقی این کشور او و خانواده‌اش از سوی حکومت استالین به سیبری تبعید شدند و پدر در همین تبعید درگذشت.
یاروزلسکی در ۳۳ سالگی جوانترین ژنرال ارتش لهستان شد.

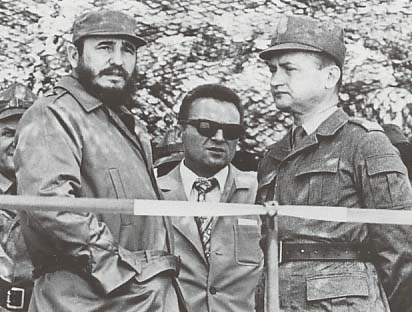

با این وجود هنگامی که چند سال بعد ارتش آلمان هیتلری به شوروی حمله‌ور شد یاروزلسکی داوطلبانه به صفوف «واحدهای سرخ» لهستان پیوست که برای کمک به ارتش شوروی تشکیل شده بودند. او بعد از جنگ و برقراری حکومت کمونیستی در لهستان به سرعت مدارج ترقی را در ارتش طی کرد و در سن ۳۳ سالگی جوانترین ژنرال ارتش این کشور شد. سال ۱۹۶۴به عضویت کمیته مرکزی حزب کمونیست درآمد، ۴ سال بعد وزیر دفاع شد و ۱۵ سال در این مقام ماند.
به هنگام تحویل قدرت به لخ والسا در سال ۱۹۸۹، از این که در سال ۱۹۶۸ به عنوان وزیر دفاع با اعزام نیرو برای کمک به قوای شوروی در سرکوب بهار پراگ شرکت داشته، از مردم لهستان عذر خواست. این عذرخواهی را سال ۲۰۰۵ در پراگ نیز تکرار کرد.
بعدتر برقراری حکومت نظامی در لهستان را هم «شری کوچک» خواند که با آن کشور را از شری بزرگتر، یعنی هجوم ارتش شوروی و بروز وضعیتی مشابه مانند ۱۹۵۶ در مجارستان یا سرکوب بهار پراگ در سال ۱۹۶۸ مصون داشته‌است. این استدلال در میان تاریخدانان محل تردید است و در اسناد کا گ ب هم سند و مدرکی موجود نیست که از قصد رهبری وقت شوروی به اعزام نیرو به لهستان در سال ۱۹۸۱ حکایت داشته باشد. مخالفان یاروزلسکی و بخشی از نخبگان شوروی سابق او را متهم می‌کنند که زمانی که تقاضایش از مسکو برای دخالت نظامی بی‌پاسخ ماند خود راساً وارد عمل شد و ارتش را به مصاف مخالفان فرستاد. هر چه که بود، بخش‌های بزرگی از جامعه لهستان، ورای انگیزه‌ها و پیش‌زمینه‌های اقدام یاروزلسکی، همچنان آن را تأیید می‌کنند.
یاروزلسکی سال ۱۹۸۱ به عنوان وزیر دفاع وقت لهستان حکومت نظامی اعلام کرد و خود نخست‌وزیر و رهبر حزب کمونیست شد. استدلال یاروزلسکی این بود که اوج‌گیری اعتصابات و مخالفت‌های کارگران و روشنفکران ناراضی ثبات سیاسی و اقتصاد کشور را مختل کرده و غرب با حمایت از این حرکت‌ها به دنبال زدن پایه‌های حکومت لهستان و به تلاطم‌انداختن کل نظام کمونیستی با محوریت شوروی است.
برقراری حکومت نظامی و درگیری‌های بعد از آن به کشته‌شدن بیش از ۹۰ نفر، بازداشت هزاران نفر از اعضا و هواداران اتحادیه کارگری مستقل همبستگی و خروج هزاران نفر دیگر از کشور منجر شد.
سه سال بعد حالت فوق‌العاده در لهستان لغو شد، اما این اقدام او حتی تا زمان مرگش همچنان بحث‌انگیز بود. این که تا همین اواخر هم، روز ۱۳ دسامبر، روز اعلام حکومت نظامی، هر سال مخالفان و موافقان جلوی در خانه‌اش به تظاهرات می‌پرداختند نشانه‌ای بود از شقاق و ارزیابی متفاوت بخش‌های مختلف جامعه لهستان از کارنامه و اقدام او.

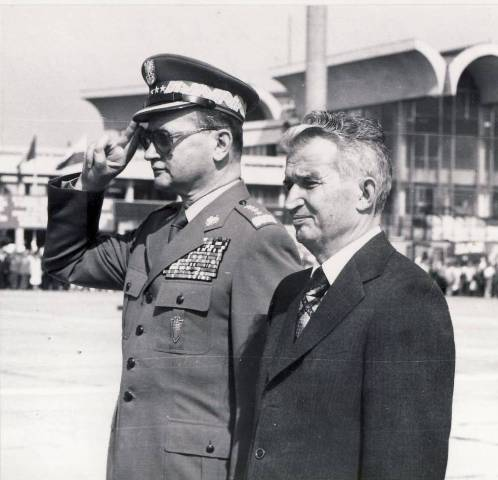
یاروزلسکی (چپ) و نیکلای چائوشسکو رئیس‌جمهور رومانی

یاروزلسکی برای بخش‌هایی از این جامعه قهرمانی تراژیک بود که لهستان را از یک جنگ داخلی خونین و ورود قوای شوروی به این کشور مصون داشت و برای بخش‌های دیگر دیکتاتوری کمونیست، که کارنامه‌اش جز سرکوب آزادی‌خواهی و مطالبات اتحادیه کارگری مستقل همبستگی و روشنفکران ناراضی شاخصه دیگری نداشت.
هم وضع بد اقتصادی و هم روی کار آمدن گورباچف در سال ۱۹۸۶ در شوروی سبب شد که یاروزلسکی به تدریج خود به یکی از مدافعان اصلی دیالوگ و تشکیل میزگرد با مخالفان بدل شود و با ایستادگی در برابر تندروها در درون حزب کمونیست نهایتاً در سال ۱۹۸۹ زمینه گذار آرام به سوی دموکراسی در لهستان را فراهم آورد.
در انتخابات نیمه‌آزادی که اوایل سال ۱۹۸۹ برگزار شد یاروزلسکی برای ۶ سال به ریاست جمهوری لهستان برگزیده شد، اما چند ماه بعد استعفا کرد تا جای خود را به لخ والسا، رهبر اتحادیه همبستگی بدهد. به این ترتیب لهستان اولین کشوری در اردوگاه کمونیستی بود که گام در راه انتخابات آزاد و دوری‌گرفتن از اردوگاه یادشده گذاشت که این در فروپاشی آن اردوگاه تأثیری قابل اعتنا داشت.
طرفه این که بخشی از نخبگان سیاسی لهستان معاصر که سه دهه پیش در صف مخالفان حکومت نظامی او بودند نیز در سال‌های اخیر قضاوتی متفاوتی دربارهٔ او داشتند.
تابستان ۲۰۱۳، الکساندر کازینفکسی، رئیس‌جمهور لهستان در دوره پس از والسا در اقدامی نمادین به مناسبت ۹۰ سالگی یاروزلسکی، در هتلی مجلل در برابر سفارت روسیه (شوروی سابق) برایش جشن تولد برگزار کرد و یک پروفسور مشهور لهستان نیز به همین مناسبت کتابی دربارهٔ "جنبه‌های مثبت اقدام یارزولسکی در سال ۱۹۸۱" انتشار داد.
بحثی که پایانی برای آن دیده نمی‌شود
قبل از آن نیز لخ والسا، رهبر اتحادیه کارگری همبستگی از یاروزلسکی «اعاده حیثیت» کرده بود. او چند سال پیش گفت که یاروزلسکی با اراده و تمایل درونی خود کشور را به سوی انتقال به دموکراسی و برگزاری میزگرد با مخالفان اقدام کرد و فشارها چندان تأثیری در این مورد نداشتند.

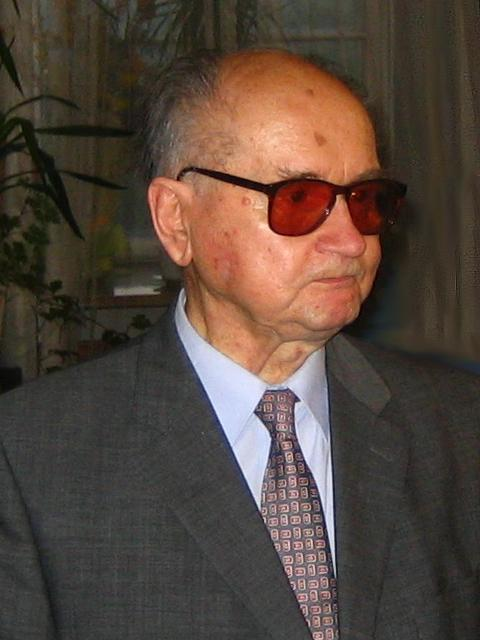
۲۰۰۶

لخ کاچینسکی، از دیگر چهره‌های اصلی مخالف حکومت نظامی یارزولسکی که از سال ۲۰۰۵ تا آوریل ۲۰۱۰، یعنی تا زمان مرگش در سقوط هواپیما رئیس‌جمهور لهستان بود نیز، اندکی پیش از مرگ به دفاع از یاروزلسکی برخاست. او قصد داشت حتی یک ماه بعد، یاروزلسکی را برای شرکت در مراسم پایان جنگ جهانی دوم در روسیه همراه خود به مسکو ببرد.
میخنیک از چهره‌های قدر روشنفکران ناراضی لهستان در دوران حکومت کمونیست‌ها و از رهبران شاخص اتحادیه همبستگی بود. او سال ۱۹۸۹ نقشی پررنگ در برگزاری میزگرد و دوران گذار در لهستان داشت. میچنیک نیز سال ۱۹۹۳ یاروزلسکی را تحت حمایت خود گرفت. او با تأکید بر این که برخی تندروی‌های اپوزیسیون در سال ۱۹۸۱ هم باید در ارزیابی‌ها و تحلیل‌ها ملحوظ شود و نیز با اشاره به «نقش مثبتی» که یارزولسکی سال ۱۹۸۹ در برگزاری و فرجام موفقیت‌آمیز میزگرد دولت و مخالفان برای انتقال لهستان به دموکراسی داشت تلاش کرد جامعه روشنفکری لهستان نگاه «متعادل تری» به ژنرال و کارنامه‌اش پیدا کند.
به رغم این تجدیدنظرها کماکان بخش‌هایی از جامعه لهستان ارزیابی قبلی خود از کارنامه یاروزلسکی به عنوان «دیکتاتوری که با سرنیزه و بازداشت به جنگ مخالفان رفته» را حفظ کرده‌است. به لحاظ حقوقی نیز پرونده یاروزلسکی از جمله به دلیلی بیماری او و عدم حمایت بخشی از الیت سیاسی و اجتماعی لهستان از تعقیب این پرونده همچنان گشوده ماند و محکومیتی شامل حال او نشد.
یارزولسکی روز یکشنبه ۲۵ مه ۲۰۱۴ در سن ۹۰ سالگی در شهر ورشو درگذشت.